# Anonyma Spelare
Anonyma Spelare eller GA (efter Gamblers Anonymous) är en internationell gemenskap för män och kvinnor som självdiagnostiserat sig själva som spelberoende och som vill tillfriskna i en gemenskap av likar och hjälpa andra. Anonyma spelare är ett tolvstegsprogram som använder sig av en adaption av Anonyma Alkoholisters tolv traditioner och steg.